# Distrito de Lautem
Lautem (en tetun Lautein) es uno de los 14 distritos administrativos de Timor Oriental, localizado en la punta oriental de la isla de Timor e incluye el islote de Jaco. Posee 57 453 habitantes (censo de 2004) y un área de 1702 km². Su capital es la ciudad de Lospalos que está a 248 km al este de Dili, la capital del país.
El distrito de Lautem es idéntico al concejo del mismo nombre en la época del Timor Portugués. En aquel tiempo, muchas localidades tenían nombres portugueses, a comenzar por la villa de Lautem, que se llamaba Vila Nova de Malaca, pero había también Nova Nazaré (hoy Com), Nova Sagres (hoy Tutuala), Nova Âncora (Laivai) y Silvícola (Loré), entre otras.
El distrito de Lautem incluye los subdistritos de Iliomar, Lautém Moro, Lospalos, Luro y Tutuala.
Se hablan las lenguas oficiales de Timor Oriental, el tetun y el portugués, en el distrito de Lautem cerca de 30.000 personas se expresan en fataluco, idioma con raíces en las lenguas papúas, habladas en la isla de Nueva Guinea.
- Datos: Q686554
- Multimedia: Lautém (Municipality) / Q686554